# Esgrima catalana

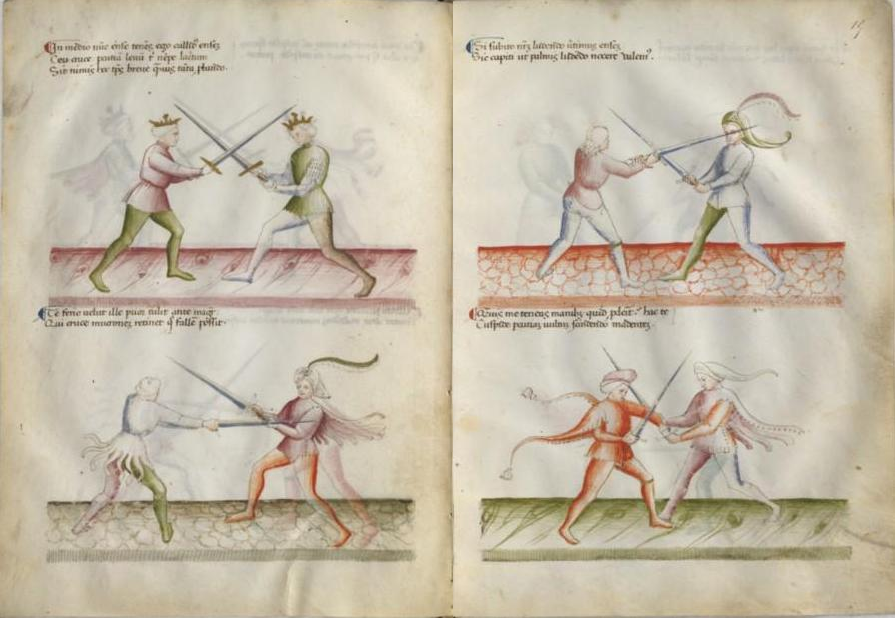
Imágenes de lucha con espadas de dos manos.

La esgrima en la Corona de Aragón, a nivel de los documentos conservados, empieza como mínimo al siglo XIII. La esgrima es, quizás el único deporte olímpico con origen en la Corona de Aragón . De hecho, en los antecedentes de la esgrima hay influencias de la Corona de Aragón  desde el principio, empezando por el maestro de esgrima de Valencia documentado en 1283. El Padre Gabriel Llompart documenta desde el maestro de esgrima de Joan I, el judío Bell Hom en 1398, i el barcelonés Francesc Portillo en 1418, hasta el mallorquín Jaume Ponç, quién escribió en 1474, el primer tratado de esgrima -"cien años antes que el de Carranza"-,  conocido en todo el mundo y que, junto con las obras contemporáneas de Pedrós de la Torre, Diego de Valera, y otras, posicionaron a España al frente de la teorización de la esgrima hasta el siglo XVI, para decaer en los siglos XVII y XVIII que presentan una marcada influencia de las escuelas italiana y francesa.

## Historia

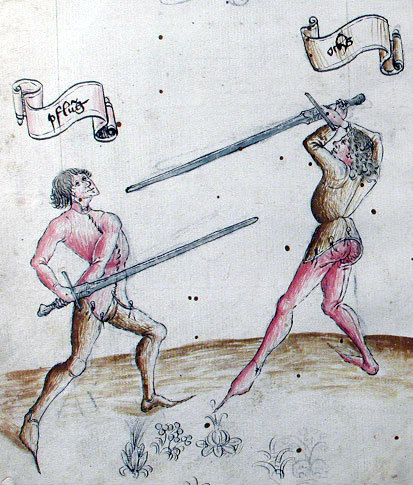
Posiciones de guardia con espadas de dos manos, representadas en el Fechtbuch Cod. 44 A 8, de 1452.

En 1283, en Valencia, hay documentado un maestro de esgrima. El Padre Gabriel Llompart documenta en Mallorca entre otros: en 1345. Pere de Puigdorfila y Joan de Cremona, conjurados a favor de Jaume III, tenían en sus domicilios cada uno «una espada de esgrima». Documenta también varias escuelas de esgrima a partir del siglo XIV, con la presencia de un maestro de esgrima de Joan I el judío denominado Bellos En 1398. Francesc Portell de Barcelona, entra de aprendiz en Mallorca, durante un año y medio, el 2 de febrero de1418, Benedetto da Firenze, llamado "maestro de esgrima de espada de dos manos", después Nicola de Alemania el 23 del mismo mes entra también como aprendiz por el mismo periodo de tiempo y eso en las condiciones generales de los contratos de aprendizaje de todos los oficios en el Reino de Mallorca. En 1509 hay documentados: Joan Nácar, "blanquer", Pere Roig, "courer", Antoni Salvador, Tejedor de lana, Joan Alcalde, "pellicer," Joan Serra, herrero, todos ellos maestros de esgrima..
El deporte de la esgrima surgió de la adaptación a los tiempos modernos de una antigua forma de ocio de origen militar, así en Barcelona, hay documentada en el siglo XVI, la escuela que se encontraba justo detrás de la Mesa de Cambio, entre las calles Ciutat, Jaume I y Hércules. Al cabo de los años, fue absorbida por la Escuela Militar. El siglo XVI apareció la ropera o rapiere, una espada de origen español, de hoja larga y fina. El siglo XVII apareció el florete francés y se inició el estudio de la esgrima en las diferentes academias de Europa. Es a partir de este momento que aparece la figura del Maestro de esgrima y las diferentes escuelas, italiana, francesa y española.
No fue hasta la aparición de las armas de fuego y consecuentemente la decadencia de las armas blancas para la guerra, que a finales de siglo XIX la esgrima se convirtió en una práctica deportiva y pasó a practicarse en los gimnasios y en algunos clubes de élite. En este sentido hay que destacar la Sala de Armas del Círculo Ecuestre (que ya existía en 1876), con el profesor de esgrima francés Emmanuel Vassal, continuando con el también francés Pierre Cuxac; el gimnasio Solé (1878), el Casino Militar (1880) y el Ateneo Barcelonés (1894), los tres dirigidos por el catalán Josep Bea, considerado el principal impulsor de este deporte en el país, la Sala de Armas del Círculo Militar del Ejército y de la Armada, del francés Felix Lyon; el Sportmen's Club (1904), la Sala de Armas del Echo Nacional de Pau Palau; el Círculo del Liceo; o los gimnasios Sala Grau (del profesor Joan Baptista Grau situada en el mismo gimnasio Solé), Médico (de Eduard Alesson), Tolosa (de Eusebi Garcia), Bricall (de Josep Rosanes) o el de Federico González.
A nivel internacional, este deporte ya fue olímpico en 1896, a pesar de que no fue plenamente reglamentado por la Federación Internacional hasta 1914.El año 1905 se disputó el Torneo Internacional de Esgrima con la participación de los mejores maestros de armas europeos del momento. El 5 de diciembre de 1913 se creó la Asociación de Esgrima Barcelonesa, primer organismo federativo de este deporte, que el 6 de mayo de 1914 pasó a ser Real Asociación de Esgrima Barcelonesa. El primer presidente fue Francesc de Moxó y Sentmenat. Esta asociación se encargaba, entre otros, de organizar los Campeonatos de España, al no existir ninguna asociación estatal.
El 4 de mayo de 1922 se fundó la Federación de Esgrima de Cataluña por las entidades Ateneo Barcelonés, Círculo Militar del Ejército y de la Armada", Gimnasio Solé y Echo Nacional. fue primer presidente Antoni Bordas. Esta ingresó en la Confederación Deportiva de Cataluña el mismo 1922 y en la Unión de Federaciones Deportivas Catalanas en 1934.
El año 1977 se fundó la Sala de Armas Montjuic (S.A.M.), el club más importante de Cataluña en la actualidad, tanto por el número de socios como por los resultados deportivos. Otros clubes actuales son el Club de Esgrima Amposta (1994), la Escuela Húngara de Esgrima o el Club de Esgrima Ciutat de Terrassa (2004).

## Cronología
- 1283. Mestre de esgrima en Valencia.[14]
- 1331. Mestre de esgrima Pere de Antist.[15]
- 1345. Pere de Puigdorfila y Joan de Cremona, conjurados a favor de Jaume III, tenían en sus domicilios cada uno «una espada de esgrima»
- 1363. Pere de Antist: En el asedio de Jérica, la crónica de Pere el Ceremonioso habla de Pere de Antist como maestro de escribir del rey, se trata de una confusión de "m" por "ur": "..e Pere Dantist porter nostre, qui era mestre nostre descriura.." -mestre nostre d’escrima..("..e Pere Dantist portero nuestro, quién era maestro nuestro descriura.." -maestro nuestro descrima..)[16][17]
- 1345. Pere de Puigdorfila y Joan de Cremona, conjurados a favor de Jaume III, tenían en sus domicilios cada uno «una espada de esgrima»[18]
- 1398. Presencia de un maestro de esgrima de Joan Y, el judío denominado Bellos Se.
- 1418. Francesc Portell de Barcelona, entra de aprendiz en Mallorca,, de Benedetto da Firenze, llamado "maestro de esgrima de espada de dos manos" .
- 1509. Joan Nácar, blanquer, Pere Roig, courer, Antoni Salvador, Texidor de lana, Joan Alcalde, pellicer, Joan Serra, herrero, todos ellos maestros de esgrima..
- 1466. Jacobi Pons. "...discipulus olim venerabilium magistorum Jacobi Pons ville Perpiniani..."[19]
- 1474. Jaume Ponç (obra considerada perdida).[20][21][22]
  - La obra de Jaume Pons existía en forma de manuscrito en la Biblioteca del Escorial (1931).

239. Maestro Ponce. Arte de esgrima, en lengua lemosina, con hermosas figuras y letras de oro. v. D. 1. 1. P. 9. Ms. H. I. 5, fols. 176 v. y 207 r.
 Catálogo de los manuscritos catalanes, valencianos, gallegos y portugueses de la biblioteca de El Escorial / Fr. Julián Zarco Cuevas. Pàgina 164.

- 1478. "Ordenanzas" de los Reyes Católicos sobre los maestros de armas.[23]
- 1510. Ordinacions del gremio de maestros de esgrima de Barcelona, aprobadas por el rey Ferran el católico.[24][25]
- 1528. Inventario de Miquel Fraude: «dos spases de una mi de mostrar de sgrime y dos broquers», «una spasa de corte« & «una ballesta ab ses gaffes»
- 1599. Aprobadas algunas modificaciones de las ordinacions de los maestros de esgrima de Barcelona.[26]
- 1611. "Maestro de esgrima" en castellano.[27]
- 1850. “29 Marzo. Real orden , aprobando el establecimiento en Barcelona de una academia de esgrima , escuela de gimnasia y echo de pistola para instrucción de individuos del ejército”.[28]

## Tiradores destacados
Década de 1920
- Fèlix de Pomés y Soler
- Frederic Guillan e Iglesias
- Jaume Melà y Olmos

Década de 1960
- Pilar Tosat y Martí
- Carme Valls y Arquerons

Década de 1970
- Miquel Roca y Carbonell
- Rafael Pozo y Feliu

Década de 1980
- Miquel Ojeda y Ciurana
- Joan Josep Cucala y Puig
- Beatriz Giró y Godó
- Xavier Iglesias y Reig
- Xavier Padilla y Pujol
- Francisco Javier González

Década de 1990
- Cèsar Gonzàlez y Llorens
- Montserrat Esquerdo y López
- Mònica Moro y Mesa
- Alícia Roig y Jodar
- Blanca Anguera y Blanch

Década de 2000
- Fernando Medina y Martínez
- Marc Font y Dimas
- Laia Vila y Vilajuana
- Raquel Àlvarez Cots
- Herramienta Rovira y Boix
- Melodie Tacbas y Tubón
- Mª Rosa Viñas y Racionero